# جولة أخيرة (مسلسل)
جولة أخيرة هو مسلسل تلفزيوني مصري عُرض في عام 2024 على منصة أمازون برايم، من بطولة أحمد السقا وأشرف عبد الباقي وأسماء أبو اليزيد، ومن إخراج مريم أحمدي.

## قصة المسلسل
تدور الأحداث في إطار تشويقي اجتماعي، حول الدكتور "يحيى"، الذي يمر بالعديد من الأزمات، خاصة بعد ابتعاده عن ممارسة رياضة الفنون القتالية، كما يعيش حياة روتينية، وهو منفصل عن زوجته، وفجأة يظهر مدربه القديم الملقب بـ(تامبي)، والذي يساعده على العودة لممارسة رياضة الفنون القتالية.

## طاقم التمثيل
- أحمد السقا: (يحيى "شجيع")
- أشرف عبد الباقي: (تامبي)
- أسماء أبو اليزيد: (عليا)
- رشدي الشامي: (نور الدين - والد يحيى)
- علي صبحي: (شبكة)
- حنان سليمان
- سحر رامي
- صفاء الطوخي
- ملك فهمي: (فريدة)
- حنان مطاوع: (ضيفة شرف)
- أحمد فهمي: (ضيف شرف)

## الإنتاج
يعد المسلسل أول الإنتاجات العربية لمنصة أمازون برايم، ويعرض العمل بواقع حلقتين في الأسبوع والمسلسل من إنتاج سيدرز آرت برودكشن.

## فريق العمل
- إخراج: مريم أحمدي
- تأليف: أحمد ندا
- سيناريو وحوار: أحمد ندا، محمد الشخيبي
- إنتاج: سيدرز آرت برودكشن (صباح إخوان)
- مدير التصوير: بيشوي روزفلت، إسلام عبد السميع
- مونتاج: محمد بكر
- موسيقى تصويرية: خالد الكمار